# Dogging (Sport)
Dogging ist die Bezeichnung für viele verschiedene Sportarten mit dem Hund. Das Wort entstand durch die Verschmelzung der beiden englischen Wörter dog (Hund) und jogging (Laufen). Ursprünglich versteht man darunter das gemeinsame Jogging mit dem eigenen Hund. Mittlerweile steht Dogging aber für vieles, was man mit dem Hund an sportlichen Aktivitäten entfalten kann. Neben Jogging sind das besonders Walking, Wandern, Nordic Walking, Fahrradfahren und Schwimmen, auch das Discdogging oder das Geo-Dogging, eine Form von Geocaching, fallen unter Dogging.